# Зашижемье (Кировская область)
Зашижемье — село в Советском районе Кировской области, административный центр Зашижемского сельского поселения. 

## География
Находится в левобережной части района на расстоянии примерно 20 километров по прямой на север-северо-запад от районного центра города Советск.

## История
Известна с 1678 года как деревня Зашижминская с 7 дворами, в 1764 19 жителей. В 1802 году это уже село Преображенское или Зашижемское. В 1873 году здесь (село Зашижемское) было учтено дворов 34 и жителей 253. В 1905 году учтено было дворов 44 и жителей 281, в 1926 году 83 и 355, в 1950 90 и 260. В 1989 году проживал 451 человек. Настоящее название закрепилось с 1939 года.

## Население
Постоянное население составляло 366 человека (русские 96%) в 2002 году, 218 в 2010.